# Rotrou III di Perche
Rotrou III di Perche, detto il Grande, (1075 circa – 23 aprile 1144), fu conte di Perche.
Era figlio di Goffredo I di Perche, conte di Mortagne, poi anche conte di Perche, e di Beatrice di Montdidier. Nipote di Rotrou II di Perche e Guerino di Domfront.
Partecipò alla Prima Crociata e alla Reconquista nella Spagna orientale. Nel 1122 fondò l'abbazia di Notre-Dame de la Trappe ad Orne in onore della moglie Matilda, figlia di Enrico I d'Inghilterra, da cui deriva il nome dei frati appartenenti all'Ordine dei Cistercensi della Stretta Osservanza, detti appunto "trappisti".

## Biografia
Della giovinezza di Rotrou si sa poco, quel che è certo è che partì con Roberto il Corto alla volta della Terra santa nel 1096. Questa scelta, al di là del fervore religioso che animava molti uomini dell'epoca, fu dovuta anche a questioni famigliari, Rotrou era signore di Perche, regione al confine meridionale della Normandia, sua sorella era maritata ad un cavaliere nel seguito di Raimondo IV di Tolosa, suoi zii acquisiti erano Ebles II di Roucy e Sancho Ramírez di Aragona che avevano combattuto in Spagna nel 1073 nella Reconquista.
Rotrou partecipò all'Assedio di Antiochia (1098) sotto il comando di Boemondo di Taranto, secondo il Canso d'Antioca egli fu uno dei primi ad entrare in città e successivamente si distinse per il suo coraggio nella battaglia di Nicea.
L'assenza di Rotrou durò diversi anni, nel 1099 venne a mancare suo padre, quando tornò a casa nello stesso anno visitò il monastero di Nogent-le-Rotrou, monastero fondato dalla sua famiglia, e chiese di poter divenire un confratello dell'Abbazia di Cluny (casa madre del convento) e per dimostrare d'aver adempiuto ai propri voti durante la crociata produsse un documento che testimoniava le sue donazioni al convento e pose sull'altare un ramo di palma portato da Gerusalemme.
All'interno del ducato di Normandia il suo compito era soprattutto quello di sorvegliare il confine con l'Île-de-France, il compito era ora sicuramente più facile, se suo padre era stato un semplice visconte lui era ora riconosciuto conte.
Nel 1105 Enrico I d'Inghilterra invase la Normandia, dovendo schierarsi Rotrou scelse il re, lo affiancò nella stesura del trattato e in cambio della sua fedeltà poté sposare una delle figlie illegittime del sovrano, Matilde.
Rotrou trascorse gli anni seguenti in Normandia amministrando le sue terre finché nel 1120 la moglie, il suo figlio maggiore e due nipoti morirono in quello che è ricordato come il naufragio della Nave Bianca, avvenuto il 25 novembre al largo del Cotentin a causa di uno scontro con uno scoglio.
A seguito di questo lutto, nel disastro perirono circa 300 persone, Rotrou partì per la Spagna dove ci si batteva per la Reconquista, si disse che era partito in segno di penitenza per i propri peccati che avrebbero provocato il disastro (all'epoca non era inusuale attribuire alla mano divina calamità e disgrazie che calavano per punire i peccatori) o come pubblica forma di lutto, uno dei nipoti che aveva perso, Guglielmo Adelin era infatti l'erede del suo illustre suocero che ora si ritrovava sprovvisto di un successore.
Degli anni immediatamente successivi è difficile tenere traccia poiché i racconti delle cronache offrono date e dettagli diversi, uno dei primi documenti attendibili risale al 1123 quando la sua presenza è segnalata a Tudela e lo si designa con il titolo di conte, anche se non è chiaro se questo implicasse che amministrava la città.
L'inverno del 1124-1125 Rotrou lo passò assediando una fortezza musulmana che controllava la strada che da Alicante portava a Valencia, quest'operazione potrebbe essere stata decisa in concerto con il re d'Aragona che stava preparando una spedizione per l'Andalusia, che venne effettuata nel 1127, per via dei vantaggi che ne avrebbe ricavato il re che non si sarebbe dovuto fermare a combattere contro una fortezza araba. Al termine di quell'assedio Rotrou tornò in Normandia e ritornò in Spagna nel 1130 accompagnando Alfonso I di Aragona nell'assedio di Bayonne, ancora nel 1132 non era tornato in patria.
Ad un certo punto, prima del 1140 tornò in Terra santa e da lì portò alcune reliquie che donò al monastero che lui aveva fondato a La Trappe, morì quattro anni dopo nel 1144.

## Matrimoni e discendenza
Egli ebbe una prima moglie il cui nome non è noto; da questa ebbe:
- Beatrice, andata sposa a Renaud IV de Château-Gontier, signore di Château-Gontier.

Risposatosi nel 1103 con Matilde († 1120), figlia illegittima di Enrico I d'Inghilterra e della sua concubina Édith, ebbe:
- Filippina, che sposò Elia II d'Angiò, conte del Maine
- Felicia

Dopo la morte di Matilde nel naufragio della Nave Bianca (1120) Rotrou si risposò (prima del 1126) con Harvise d'Évreux, figlia di Gautier d'Évreux, barone di Salisbury, e di Sibilla di Chanoit. La coppia ebbe:
- Rotrou († 1191), conte di Perche
- Goffredo

Egli ebbe anche due figli illegittimi:
- Bertrand, conte di Gravina
- Stefano (1140 - 1169), arcivescovo di Palermo e cancelliere di Sicilia